# Karan Johar
Pour les articles homonymes, voir Johar (homonymie).
Karan Johar (hindi : करण जौहर) est un réalisateur, scénariste et producteur indien, né le 25 mai 1972. Directeur de Dharma Productions, fondé par son père, et réalisateur de blockbusters tels que Kuch Kuch Hota Hai et La Famille indienne, c'est l'un des jeunes cinéastes les plus en vue de Bollywood. 

## Carrière
Karan Johar est né le 25 mai 1972 à Bombay. Son père, le réalisateur Yash Johar, crée Dharma Productions en 1976 auquel il associe son unique héritier à partir de 1996. Karan Johar étudie à la Greenlawns High School et au H.R. College of Commerce and Economics, il est en outre titulaire d'un diplôme universitaire de français. Très tôt passionné de cinéma hindi, il se lie d'amitié avec Aditya Chopra avec lequel il collabore au scénario de Dilwale Dulhania Le Jayenge, film dans lequel il est assistant réalisateur et joue un petit rôle, Rocky, l'ami de Raj interprété par Shahrukh Khan. 
Réalisateur
Encouragé par Aditya Chopra, il écrit le scénario et réalise Kuch Kuch Hota Hai en 1998 alors qu'il n'a que 25 ans. Dans cette comédie romantique, Rahul (Shahrukh Khan) devenu veuf, retrouve son amie d'université (Kajol) qui, de garçon manqué toujours en jogging, s'est transformée en une ravissante jeune femme portant le sari. Le film n'innove guère par son scénario mais par les moyens mis en œuvre : qualité de la photographie, décors et costumes. C'est un triomphe populaire, premier au box officie indien, qui remporte huit Filmfare Awards dont celui du meilleur film, du meilleur réalisateur et du meilleur scénario. Il connaît également un large succès à l'étranger et rentre dans le Top dix du box office britannique.
En 2001 Karan Johar réalise une brillante comédie familiale, La Famille indienne (Kabhi Khushi Kabhie Gham), dans laquelle Rahul (Shahrukh Khan), fils adoptif d'une riche famille, rompt avec ses parents (Amitabh et Jaya Bachchan) car son père rejette la femme qu'il a choisie (Kajol) ; mais grâce à l'intervention de son frère cadet (Hrithik Roshan) aidé de sa belle-sœur (Kareena Kapoor), la famille se réconcilie. Le scénario est conventionnel (amour, séparation et retrouvailles) et met en avant les valeurs traditionnelles indiennes (famille, rituels et mode de vie) tout en souhaitant les  moderniser. La réalisation porte la patte de Karan Johar : distribution prestigieuse, décors somptueux (Blenheim Palace) ou inattendus (Pyramides d'Égypte), moyens techniques importants, musiques et chorégraphies soignées, costumes superbes, milieu social aisé. Cette super production -c'est le film indien le plus cher au moment de son tournage- bénéficie d'une communication et d'une distribution imposante en Inde et à l'étranger ce qui lui permet d'occuper la deuxième place au box office indien, de se hisser dès la première semaine à la troisième place du box office britannique et d'être le premier film indien à entrer dans l’USA Top Ten Chart. Il reçoit quatre Filmfare Awards et quatre IIFA Awards. Le succès de La Famille indienne établit un nouveau standard de qualité pour les films indiens.
Situé dans le milieu de la diaspora indienne de New-York, Kabhi Alvida Naa Kehna (2006) raconte l'histoire de deux couples mal assortis, Dev (Shahrukh Khan) et Rhea (Preity Zinta) d'une part, Maya (Rani Mukherjee) et Rishi (Abhishek Bachchan) d'autre part. Dev et Maya se rencontrent, sympathisent, tombent amoureux, ont une relation extra conjugale et les deux couples divorcent. Même si l'action se situe aux États-Unis, le choix de traiter de la situation des couples malheureux et du divorce est audacieux dans le cinéma populaire indien, d'autant plus que la super star Shahrukh Khan interprète un personnage le plus souvent odieux. Malgré cela, le film connaît un certain succès en Inde où il se classe neuvième au box office et il remporte une véritable triomphe à l'étranger.
Avec Student of the Year Karan Johar retrouve la jeunesse des campus : deux étudiants liés par l'amitié, s'affrontent pour l'obtention du titre d'« Étudiant de l'année » et les beaux yeux de l'héroïne. Dans cette première réalisation sans Shahrukh Khan, il lance trois jeunes acteurs, Siddharth Malhotra, Alia Bhatt, fille du réalisateur Mahesh Bhatt et Varun Dhawan, fils du réalisateur David Dhawan, dont la prestation est accueillie favorablement par la critique. Celle-ci juge plus durement le scénario de Rensil D'Silva, deux garçons pour une fille, qu'elle estime bien mince et conventionnel mais convient de l'habileté de Karan Johar à le mettre en scène.  
Il a été contraint en 2016 de verser 685 000 euros à l’armée indienne comme « pénitence » pour avoir mis à l’affiche un acteur pakistanais dans l'un de ses films. Cette année-là, l’association des producteurs indiens avait signé un accord avec le parti d’extrême droite Maharashtra Navnirman Sena, obligeant l’industrie à bannir les acteurs pakistanais « dans l’intérêt général, compte tenu du sentiment des habitants et des soldats du pays tout entier ». 
Producteur et scénariste

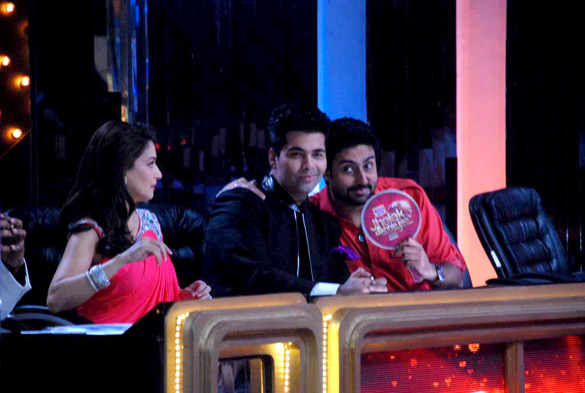
Madhuri Dixit, Karan Johar et Abhishek Bachchan dans l'émission de télé crochet 'Jhalak Dikhhlaa Jaa 5' (5e saison)

Bien qu'associé à la direction de Dharma Production dès 1996, Karan Johar ne produit pas ses trois premiers films, ce sont ses parents qui s'en chargent. Sa première production notable est New-York Masala (Nikhil Advani, 2003) dont il est également le scénariste et qui remporte un franc succès, puis viennent Kaal (Soham Shah, 2005) qui est un échec relatif, Dostana (Tarun Mansukhani, 2008) qui traite de l'homosexualité sur un mode humoristique, Wake Up Sid (Ayan Mukerji, 2009) sur les problèmes de la jeunesse urbaine indienne et enfin Kurbaan (Rensil D'Silva, 2009) dont Karan Johar écrit également l'histoire.
Très jeune, Karan Johar fait preuve de talents d'orateur ce qui l'amène tout naturellement plus tard à présenter de nombreuses cérémonies de remise de prix. De 2004 à 2007 il anime Koffee with Karan, talk show très populaire dans lequel il reçoit des célébrités de Bollywood.

## Filmographie
- 1998 : Kuch Kuch Hota Hai
- 2001 : La Famille indienne
- 2006 : Kabhi Alvida Naa Kehna
- 2010 : My Name Is Khan
- 2012 : Student of the Year
- 2016 : Ae Dil Hai Mushkil
- 2023 : Rocky Aur Rani Kii Prem Kahaani

## Récompenses
- Filmfare Awards
  - 1999 : Meilleur réalisateur pour Kuch Kuch Hota Hai
  - 1999 : Meilleur scénario pour Kuch Kuch Hota Hai
  - 2002 : Meilleurs dialogues pour La Famille indienne
  - 2011 : Meilleur réalisateur pour My Name Is Khan
- IIFA Awards
  - 2001 : Meilleurs costumes pour Mohabbatein (récompense partagée avec Manish Malhotra)
  - 2002 : Meilleurs dialogues pour La Famille indienne
- Star Screen Awards
  - 1999 : Meilleur réalisateur pour Kuch Kuch Hota Hai
  - 2004 : Meilleur scénario pour New-York Masala
- Zee Cine Awards
  - 2011 : Meilleur réalisateur pour My Name Is Khan
  - 2011 : Meilleure histoire pour My Name Is Khan
- Stardust Awards
  - 2016 : Meilleur réalisateur pour Ae Dil Hai Mushkil